# 변상호
변상호(卞相浩, 1955년 ~ )은 부산 출신의 대한민국 소방공무원이다. 1983년 2월 22일 제3기 소방간부후보생로 소방에 입문하여 강원도 소방본부장, 소방방재청 소방정책국장, 부산광역시 소방본부장, 경기도 소방재난본부장을 역임했다. 현재 대한소방공제회 이사장이다.

## 학력
- ’71. 3. ～ ’74. 2. 해성고등학교
- ’75. 3. ～ ’81. 2. 동아대학교 축산과 학사
- ’81. 3. ～ ’84. 8. 한양대 행정대학원 도시행정 석사
- '98. 9 ~ 2000. 6 뉴욕시립대학교 대학원(John Jay College) 재난관리 석사

## 경력
- ’83.02.22 ~ ’85.11.16 지방소방위 서울북부정능파출소장,소방교육대
- ’85.11.17 ~ ’88.12.19 지방소방경 서울올림픽 조직위원회
- ’88.12.20 ~ ’92.05.20 소방경 서울소방학교, 내무부 방호과
- ’92.05.21 ~ ’95.11.15 지방소방령 서울본부 지도계장, 내무부 전산계장
- ’95.11.16 ~ ’98.08.13 소방정 내무부 소방국 방호과 지도계장
- ’98.08.14 ~ '00.08.08 소방정 국외훈련 파견
- ’00.08.09 ~ '04.01.11 소방정 중앙119구조대장, 행자부 소방행정과
- ’04.01.12 ~ '04.03.24 소방정 강원도소방본부장 직무대리
- ’04.03.25 ~ '06.03.09. 소방준감 강원도소방본부장
- ’06.03.10 ~ '07.06.21 소방준감 소방방재청 소방정책본부장
- ’07.06.22 ~ ? 소방감 소방방재청 소방정책국장
- ’09.11.06 ~ 11.04.27. 제13대 경기도 소방재난본부 본부장